# El millor de mi (pel·lícula de 2014)
El millor de mi (títol original en anglès, The Best of Me) és una pel·lícula de drama romàntic estatunidenca del 2014 dirigida per Michael Hoffman i escrita per Will Fetters i J. Mills Goodloe, basada en la novel·la homònima de Nicholas Sparks del 2011. La pel·lícula és protagonitzada per James Marsden i Michelle Monaghan amb Luke Bracey i Liana Liberato. S'ha doblat al català.